# Etopeya
La etopeya es una figura literaria que consiste en la descripción de rasgos morales de una persona, como es el carácter, virtudes, cualidades espirituales o costumbres de uno o varios personajes comunes o célebres.

## Tipo de composición y definición
Etopeya: imitación del carácter de una persona. Descripción del carácter, acciones y costumbres de una persona a través de sus palabras. Para ello hemos de utilizar, obviamente, el diálogo o el monólogo, para dejar que el personaje del que queremos desarrollar el carácter "hable" por sí mismo.

## Características principales
En la etopeya se imaginan las palabras de una persona y se reproducen. Se inventa el carácter. Viene a ser como el moderno monólogo dramático.
El carácter que se le de puede ser histórico, legendario o literario o enteramente ficticio; en este último caso se le llama prosopopeya.
En primer lugar debemos conocer las circunstancias que rodean a la persona dibujada. Por ejemplo, si es Cristóbal Colón en el momento de descubrir América hay que saber de la penuria pasada, de su equivocación (creía que estaba en la India, de su afán por las riquezas, etc. ) 
Debemos recurrir a la dramatización, el discurso directo: el personaje habla al auditorio, sin narrador intermedio. Para ello le debemos dar el lenguaje apropiado, la emoción exacta, hablar a través del discurso de sus circunstancias. 
El lenguaje que utilices deber ser claro, breve, con los giros propios de la época o del personaje 
No debes hacerle hablar como si estuviera "escrito" su monólogo: ahórrate las metáforas y demás figuras retóricas. Además no tiene que tener un final; estamos pintando un carácter, no narrando una historia 
Por último, piensa en el momento en el que sitúas la acción. No adelantes acontecimientos del futuro (por ejemplo, que Colón no llame "América" a lo que descubre, sino "Indias". Procura diferenciar el tiempo pasado, el presente y el futuro; que no se mezclen en las palabras de tu protagonista.

## Ejemplos
Palabras de Níobe cuando sus hijos yacían muertos:

¿Qué clase de fortuna cambio por qué otra, privada de hijos quien antes era considerada afortunada por su prole? La abundancia se convirtió en carencia, y no soy madre de un solo hijo yo que antes aparecía como madre de muchos. ¡cuán necesario hubiera sido en un principio no tenerlos antes que tenerlos para llorarlos! Quienes son privados de sus hijos son más desgraciados que quienes no los tuvieron, pues lo que llega a experimentarse aflige cuando es arrebatado.

Pero ¡ay de mí!, sufro un destino semejante al de mi padre. Soy hija de Tántalo, el cual convivía con las divinidades, pero, después del banquete, era expulsado de la compañía de los dioses, y, puesto que procedo de Tántalo, confirmo mi linaje con las desgracias. Me hice amiga de Leto y por culpa de ésta soy desgraciada, y he recibido su trato para verme privada de mis hijos, y la convivencia con la diosa desemboca para mí en desgracias. Antes de llegar a su conocimiento, yo era una madre más envidiada que Leto, pero, después de resultarle conocida, quedó privada de una prole que antes de nuestro encuentro tenía en abundancia. Y ahora yacen muertos mis hijos de uno y otro sexo, y es más difícil llorar lo que resultó ser más venerable.

¿A dónde he de dirigirme?, ¿a quiénes me dedicaré?, ¿qué clase de funeral me bastará ante la pérdida de todos mis hijos muertos?: faltan las honras ante tal número de desgracias. Pero, ¿por qué lamento estos hechos cuando me es posible pedir a los dioses que cambien en otra mi naturaleza? Conozco una única liberación de las desgracias, transformarme en aquello que nada siente. Sin embargo temo, más bien, que, aun presentando esa naturaleza, he de seguir llorando.

Medea contemplando a sus hijos asesinados por su mano:

Horribles flores rojas brotan debajo de sus pacíficos rostros. Son las flores cultivadas por mi mano, mano de una madre. He dado vida, ahora también la quito, y ninguna magia puede devolver el espíritu a estos inocentes. Nunca volverán a poner sus brazos minúsculos alrededor de mi cuello, nunca su risa llevará la música de las esferas a mis oídos. 

Que la venganza es dulce es una mentira. Puedo haber herido el corazón de Jasón con estos asesinatos, pero he maldecido completamente mi propia alma.

## Recursos que se pueden emplear en la etopeya
La personificación o prosopopeya es la representación de objetos inanimados como personas. La antiprosopopeya implica representar a las personas como objetos inanimados. Se puede aprovechar el estilo directo para describir el carácter de la persona. 
- Datos: Q3591979